# Frösöstarr
Frösöstarr (Carex pediformis) är en gräslik växtart inom familjen halvgräs.